# 新浦島町
新浦島町（しんうらしまちょう）は、神奈川県横浜市神奈川区の町名。住居表示は未実施で、字丁目として1丁目・2丁目が設けられている。

## 地理
神奈川区東部の臨海部に位置し、北東部が1丁目、南西部が2丁目となる。北西側（内陸側）は入江川、北東・南西側は入江川の派川と3方向を川で囲まれ、入江川に沿って首都高速神奈川1号横羽線の高架橋が通る。南東側は貨物線の高島線を挟んで埋立地の千若町3丁目と接する。入江川を挟んだ1丁目の向かいが浦島町、2丁目の向かいが新町で、それぞれ新浦島橋、荒木橋でつながっている。1丁目から入江川派川を挟んだ北東側対岸は守屋町1丁目、2丁目の南西側の対岸は千若町1丁目であるが、この両方向への橋は首都高速と高島線のみである。
1丁目にオフィスビルのGRC横浜ベイリサーチパーク、2丁目に神奈川郵便局や三菱倉庫、横浜市資源循環局の事務所などがある。1丁目から2丁目にかけての中央部は、工場跡地にマンションが建設された。最寄駅は、荒木橋を渡り国道15号（第一京浜）を越えた先の京急本線神奈川新町駅となる。

## 歴史
1897年（明治30年）頃より、横浜倉庫が浦島丘地先を埋め立てた土地で、浦島丘の前方であること、神奈川町に字浦島町の地名があったことから、1910年（明治43年）に新浦島町の町名が付けられた。1907年に日清製粉横浜工場、1910年に大日本肥料横浜分工場、1912年に横浜豆粕製造が進出。昭和に入り1939年には日本カーボンの工場が建設され、工業地帯として発展した。1963年および1965年の地図では、1丁目に日本カーボンや横浜化工機の工場、2丁目に日本農産工業の工場や大洋自動車の保税倉庫、駐留軍施設があったことが確認できる。
1979年、横浜市が日本カーボンから土地を取得。横浜市消防局の訓練用地などとして暫定利用されたが、1986年に行われた事業コンペで住友商事を幹事とする企業グループによるインテリジェントビルが建設されることになった。このビルは、1990年8月にテクノウェイブ100として竣工した。

## 世帯数と人口
2025年（令和7年）6月30日現在（横浜市発表）の世帯数と人口は以下の通りである。
| 丁目          | 世帯数  | 人口    |
| ------------- | ------- | ------- |
| 新浦島町1丁目 | 450世帯 | 1,222人 |
| 新浦島町2丁目 | 517世帯 | 1,217人 |
| 計            | 967世帯 | 2,439人 |

### 人口の変遷
国勢調査による人口の推移。
| 年                 | 人口  |
| ------------------ | ----- |
| 2005年（平成17年） | 2,185 |
| 2010年（平成22年） | 2,441 |
| 2015年（平成27年） | 2,537 |
| 2020年（令和2年）  | 2,479 |

### 世帯数の変遷
国勢調査による世帯数の推移。
| 年                 | 世帯数 |
| ------------------ | ------ |
| 2005年（平成17年） | 922    |
| 2010年（平成22年） | 924    |
| 2015年（平成27年） | 943    |
| 2020年（令和2年）  | 936    |

## 学区
市立小・中学校に通う場合、学区は以下の通りとなる（2024年11月時点）。
| 町名          | 番地 | 小学校               | 中学校               |
| ------------- | ---- | -------------------- | -------------------- |
| 新浦島町1丁目 | 全域 | 横浜市立神奈川小学校 | 横浜市立浦島丘中学校 |
| 新浦島町2丁目 | 全域 | 横浜市立神奈川小学校 | 横浜市立浦島丘中学校 |

## 事業所
2021年（令和3年）現在の経済センサス調査による事業所数と従業員数は以下の通りである。
| 町名          | 事業所数 | 従業員数 |
| ------------- | -------- | -------- |
| 新浦島町1丁目 | 45事業所 | 3,232人  |
| 新浦島町2丁目 | 10事業所 | 852人    |
| 計            | 55事業所 | 4,084人  |

### 事業者数の変遷
経済センサスによる事業所数の推移。
| 年                 | 事業者数 |
| ------------------ | -------- |
| 2016年（平成28年） | 42       |
| 2021年（令和3年）  | 55       |

### 従業員数の変遷
経済センサスによる従業員数の推移。
| 年                 | 従業員数 |
| ------------------ | -------- |
| 2016年（平成28年） | 4,185    |
| 2021年（令和3年）  | 4,084    |

## その他

### 郵便番号
- 221-0031[3]（集配局：神奈川郵便局[19]）

### 警察
町内の警察の管轄区域は以下の通りである。
| 番地 | 警察署       | 交番         |
| ---- | ------------ | ------------ |
| 全域 | 神奈川警察署 | 神奈川通交番 |